# Episodi di Hannah Montana (seconda stagione)
Qui di seguito la lista degli episodi della seconda stagione di Hannah Montana.
| nº | Titolo originale                            | Titolo italiano                            | Prima TV USA      | Prima TV Italia   |
| -- | ------------------------------------------- | ------------------------------------------ | ----------------- | ----------------- |
| 1  | Me And Rico Down By The School Yard         | Conosco il tuo segreto                     | 23 aprile 2007    | 19 settembre 2007 |
| 2  | Cuffs Will Keep Us Together                 | Un'amicizia... d'acciaio                   | 24 aprile 2007    | 27 settembre 2007 |
| 3  | You Are So Sue-Able To Me                   | Cambiare è meglio?                         | 25 aprile 2007    | 29 settembre 2007 |
| 4  | Get Down Study-udy-udy                      | Cantando s'impara                          | 26 aprile 2007    | 2 settembre 2008  |
| 5  | I Am Hannah, Hear Me Croak                  | Che è successo alla mia voce?              | 27 aprile 2007    | 3 settembre 2008  |
| 6  | You Gotta Not Fight For Your Right To Party | Miley e Jackson, in punizione!             | 4 maggio 2007     | 16 ottobre 2007   |
| 7  | My Best Friend's Boyfriend                  | Mai fidarsi di un ragazzo                  | 18 maggio 2007    | 17 ottobre 2007   |
| 8  | Take This Job And Love It                   | Nessuno batte Roxy                         | 16 giugno 2007    | 18 ottobre 2007   |
| 9  | Achy Jakey Heart (Part One & Two)           | Il ritorno di Jake (prima e seconda parte) | 24 giugno 2007    | 12 luglio 2008    |
| 10 | Achy Jakey Heart (Part One & Two)           | Il ritorno di Jake (prima e seconda parte) | 24 giugno 2007    | 13 luglio 2008    |
| 11 | Sleepwalk This Way                          | Devo dirti la verità                       | 7 luglio 2007     | 8 settembre 2008  |
| 12 | When You Wish You Were The Star             | È questa la vita che volevi?               | 13 luglio 2007    | 8 settembre 2008  |
| 13 | I Want You To Want Me To Go To Florida      | Sono abbastanza grande, papà               | 21 luglio 2007    | 9 settembre 2008  |
| 14 | Everybody Was Best Friend Fighting          | Doppio molto misto                         | 29 luglio 2007    | 9 settembre 2008  |
| 15 | Song Sung Bad                               | Serata karaoke                             | 4 agosto 2007     | 10 settembre 2008 |
| 16 | Me & Mr. Jonas & Mr. Jonas & Mr. Jonas      | Arrivano i Jonas Brothers!                 | 17 agosto 2007    | 10 settembre 2008 |
| 17 | Don't Stop Till You Get The Phone           | Chi troppo vuole...                        | 21 settembre 2007 | 11 settembre 2008 |
| 18 | That's What Friends Are For?                | La miglior nemica                          | 19 ottobre 2007   | 11 settembre 2008 |
| 19 | Lilly's Mom Has Got It Goin' On             | Amiche... praticamente sorelle             | 10 novembre 2007  | 12 settembre 2008 |
| 20 | I Will Always Loathe                        | Nemiche... amiche                          | 7 dicembre 2007   | 12 settembre 2008 |
| 21 | Bye Bye Ball                                | Occhio per occhio                          | 13 gennaio 2008   | 15 settembre 2008 |
| 22 | We Are So Sorry Uncle Earl                  | Il sogno di zio Earl                       | 21 marzo 2008     | 15 settembre 2008 |
| 23 | The Way We Almost Weren't                   | Un colpo di fulmine                        | 4 maggio 2008     | 16 settembre 2008 |
| 24 | You Didn't Say It Was Your Birthday         | Festa a sorpresa                           | 6 luglio 2008     | 16 settembre 2008 |
| 25 | Hannah In The Street With Diamonds          | La guerra dei diamanti                     | 20 luglio 2008    | 9 novembre 2008   |
| 26 | Yet Another Side of Me                      | Anti-Hannah                                | 3 agosto 2008     | 23 novembre 2008  |
| 27 | The test of my love                         | Bugia diplomatica                          | 31 agosto 2008    | 30 novembre 2008  |
| 28 | Joanie B. Goode                             | La fidanzata di Oliver                     | 14 settembre 2008 | 16 settembre 2008 |
| 29 | We Were In This Date Together               | Appuntamento a tre                         | 12 ottobre 2008   | 10 marzo 2009     |
| 30 | Uptight (Oliver's Alright)                  | Quando il dolce lascia l’amaro in bocca    | N/A               | N/A               |

## Conosco il tuo segreto
- Titolo originale: Me And Rico Down By The School Yard
- Diretto da: Roger S. Christiansen
- Scritto da: Heather Wordham

### Trama
Miley riceve un messaggio sul telefonino il primo giorno di liceo con scritto: Conosco il tuo segreto. L'autore è Rico, il quale vuole in cambio del silenzio che Miley sia la sua fidanzata, in quanto deve farsi una reputazione nella nuova scuola.
Mentre Miley finge di stare al gioco, Lilly e Oliver cercano di recuperare il cellulare di Rico che si trova nell'armadietto protetto da una scimmia.
Jackson si diverte a prendere in giro Thor, un nuovo studente che vuole essere suo amico.
Robbie Ray consiglia a Jackson di ricordarsi che qualche anno prima era lui il ragazzo nuovo che tutti prendevano in giro. Alla fine Rico bacia Miley a tradimento e le consegna il telefonino, ma in realtà la foto la ritraeva abbracciata al suo orsetto.
- Guest Star: Andrew Caldwell (Thor), Teo Olivares (Max), Brie Gabrielle (Anne), Tera Hendrickson (signora Espinosa), Avriel Epps (ragazza), Adam Cagley (giocatore di football)
- Canzoni: Make Some Noise (Miley Cyrus)

## Un'amicizia... d'acciaio
- Titolo originale: Cuffs Will Keep Us Together
- Diretto da: Roger S. Christiansen
- Scritto da: Steven Peterman

### Trama
Lilly sfida Joannie a football: le componenti della squadra perdente si raseranno a zero una parte dei capelli.
Per essere sicura di vincere, Lilly non sceglie Miley che non è capace di giocare; Miley se la prende e inizia ad evitare Lilly. Oliver le ammanetta in modo che facciano pace, ma ha perso le chiavi e Miley, la sera stessa, deve ritirare un premio.
Robbie Ray è arrabbiato con Jackson che non pulisce mai la casa e comincia a non parlargli più.
Jackson sta male per il fatto che il padre non gli rivolga più la parola, così pulisce in fretta e furia tutta la casa.
- Guest Star: Romi Dames (Traci), Morgan Tork (Sarah), Brooks Almy (signora McDermott), Hayley Chase (Joannie Palumbo)
- Canzoni: True Friend (Miley Cyrus)

## Cambiare è meglio
- Titolo originale: You Are So Sue-Able To Me
- Diretto da: Roger S. Christiansen
- Scritto da: Sally Lapiduss

### Trama
Lilly viene invitata al ballo della scuola da Matthew; Miley è preoccupata perché Lilly si comporta da maschiaccio e la rende più femminile.
La sera del ballo Matthew dà buca a Lilly che, convinta da Miley, lo cita a Giovani alla sbarra, programma televisivo che simula un tribunale per ragazzi.
Jackson vince due biglietti per una partita dei Lakers e deve scegliere chi portare con sé tra suo padre e Thor.
- Guest Star: Andrew Caldwell (Thor), John Eric Bentley (giudice Joe Barrett), Bobba Lewis (Matthew), Shanica Knowles (Amber), Anna Maria Perez de Tagle (Ashley), Morgan York (Sarah), Patrick Ryan Anderson (Todd), Keegan McFadden (Nick), Cece Tsou (tecnico)

## Cantando s'impara
- Titolo originale: Get Down Study-udy-udy
- Diretto da: Roger S. Christiansen
- Scritto da: Adrew Green

Hannah sta per partire per il tour europeo, quando arriva una lettera a casa in cui c'è scritto che la media di Miley si è abbassata. Robby Ray allora dice a Miley che non partirà per il tour se non prenderà una B in biologia. Miley decide di chiedere aiuto a Rico ma inutilmente. Così si inventa una canzone in cui sono elencate tutte le ossa e Miley riesce in questo modo a studiare. Il giorno del test però le viene proibito di ballare e così Miley non riuscirà a superare l'esame e viene mandata dal preside. Invece di andare in presidenza, Miley ritorna in classe, inizia a ballare e cantare "Il ballo delle ossa" e tutti i compagni si uniscono a lei, compresa la professoressa.
- Guest Star: Tiffany Thornton (Becky)

## Che è successo alla mia voce?
- Titolo originale: I Am Hannah, Hear Me Croak
- Diretto da: Roger S. Christiansen
- Scritto da: Michael Poryes

### Trama
Quando Miley si sveglia senza voce capisce che deve sottoporsi ad un intervento chirurgico per preservare la sua carriera da Hannah Montana. Prima dell'intervento, sogna di essere visitata da sua madre morta, che la rassicurerà per l'intervento e tornerà dai suoi amici e la sua famiglia.
- Guest Star: Brooke Shields (Mamma di Miley e Jackson), Ryan Newman (Giovane Miley)

## Miley e Jackson, in punizione
- Titolo originale: You Gotta Not Fight For Your Right To Party
- Diretto da: Jody Margolin Hahn
- Scritto da: Steven James Meyer

### Trama
Miley e Jackson devono temporaneamente dividere l'uso del bagno, ma poi Robbie Ray mette i suoi figli in punizione perché non riescono a dividere il bagno. Hannah ha una sfilata, e Jackson deve accompagnare una ragazza ad un concerto, perciò nella punizione vengono sostituiti da Lily e Oliver.

## Mai fidarsi di un ragazzo
- Titolo originale: My Best Friend's Boyfriend
- Diretto da: Roger S. Christiansen
- Scritto da: Jay J. Demopoulos

### Trama
Lily conosce un ragazzo di nome Lucas, con cui si fidanza. Peccato che Miley vede Lucas baciare un'altra ragazza, e cerca di svelarlo a Lily che non ci crede. Nelle vesti di Hannah e Lola, Miley e Lily cercano di andare a cena, e Lily scopre, attraverso una conversazione, che Lucas la tradiva.
- Guest Star: Sterling Knight (Lucas), Austin Butler (Derek)

## Il ritorno di Jake (prima parte)
- Titolo originale: Achy Jakey Heart (Part One)
- Diretto da: Rich Corell
- Scritto da: Douglas Lieblein

### Trama
Dopo aver finito di girare un film in Romania, Jake Ryan torna perché vuole a tutti i costi farsi dare un'altra opportunità da parte di Miley. All'inizio la ragazza si rifiuta anche se incoraggiata da Lily e dal padre per via di tutti i regali da lui ricevuti. Il ragazzo deve però fingere di essere il fidanzato della sua co-protagonista nel film girato in Romania, ma durante un'intervista alla prima del film la chiama Miley per errore, e lei che lo stava guardando da casa ne rimane scioccata così da dargli una seconda opportunità. Jake però rivela Miley il suo grande segreto (cioè di chiamarsi Leslie) così anche lei decide di raccontargli il suo. Intanto Jackson viene licenziato da Rico perché aveva offerto a una bella ragazza una bottiglietta d'acqua (che Rico faceva pagare 3 dollari)con lo sconto dipendenti. Così Jackson apre una bancarella dove vende cibo a prezzi più ragionevoli, ma la sua merce non è commestibile. per sbaglio Oliver fa cadere nel formaggio fuso di Jackson la carne secca e scoprono che è deliziosa. I due si mettono in società fanno affari d'oro, mentre Rico le prova tutte per rubare loro la ricetta.
- Guest Star: Cody Linley (Jake Ryan), Nicole Anderson (Fidanzata di Jake)

## Il ritorno di Jake (seconda parte)
- Titolo originale: Achy Jakey Heart (Part Two)
- Diretto da: Rich Correll
- Scritto da: Douglas Lieblein

### Trama
Jake comprende perché Miley ha voluto mascherare la sua identità diventando Hannah Montana e vuole provare anche lui cosa si sente ad essere un ragazzo normale, ma senza riuscita, poiché è abituato ad avere tutto e subito. Miley così decide di comportarsi male nei suoi confronti per farsi lasciare, perché se lui ci fosse rimasto male avrebbe potuto svelare il suo segreto, e si presenta alla prima del film di Jake con un abito ridicolo e i peli delle ascelle lunghissimi. Miley spiega però a Jake che lui non era normale, perché per abitudine non rispettava gli altri. I due si lasciano, ma Jake promette di cercare di migliorarsi. Intanto la bancarella di Jackson e Oliver va alla grande, e Rico cerca di rubare la ricetta della carne al formaggio. Ma purtroppo per Jackson i soldi degli ingredienti da restituire alla madre di Oliver lasciano Jackson con una sola banconota. Lui allora, molto astutamente, fa sparire la bancarella e fa credere a Rico di aver sognato tutto.
- Guest Star: Cody Linley (Jake Ryan)

## Devo dirti la verità
- Titolo originale: Sleepwalk This Way
- Diretto da: Roger S. Christiansen
- Scritto da: Heather Wordham

### Trama
Robbie Ray ha scritto una nuova canzone per Hannah, ma non vuole cantarla alla figlia prima del ritorno della chitarra portafortuna. Miley è però impaziente perciò cerca lo spartito nella giacca di Robbie trovando una canzone che parla di conigli. Così decide di dire al padre che la canzone non è per niente di suo gradimento. Robbie, in un primo momento ci resta male, ma poi le racconta che quella canzone l'aveva scritta proprio lei quando era piccola e che la teneva sempre in tasca perché lo ispirasse. Chiarito il malinteso, al ritorno della chitarra, le canta la canzone che riscuoterà un grandissimo successo (Bigger Than Us).
- Curiosità: quando Miley dice "non sarà un'altra canzone che parli della mia doppia vita..." si riferisce a The Best Of Both Worlds che, appunto, parla della sua doppia vita.

## È questa la vita che volevi?
- Titolo originale: When You Wish You Were The Star
- Diretto da: Roger S. Christiansen
- Scritto da: Douglas Lieblein

### Trama
Miley esprime di essere Hannah Montana per tutto il tempo. Ma per magia vede il suo desiderio realizzarsi, ma si rende conto che anche se avendo una vita dorata è senza Oliver che è amico di Rico, Lilly che è amica di Amber e Ashley, suo fratello che è scappato di casa, e suo padre sposato con una perfida matrigna, che lo ha fatto solo per affari. Alla fine, Hannah rivede una stella cadente ed esprime la sua vecchia vita. Tornata normale, Roxy dice a Miley che la sua vita è già meravigliosa e la rimanda al momento in cui ha espresso il suo desiderio. Lily esprime di avere una A al progetto di scienze, ma Miley dice che non vuole nessun desiderio, perché la sua vita è già bella così com'è.
- Guest Star: Anna Maria Perez de Tagle (Ashley), Shanica Knowles (Amber), Frances Callier (Roxie), Jesse McCartney

## Sono abbastanza grande, papà
- Titolo originale: I Want You To Want Me To Go To Florida
- Diretto da: Roger S. Christiansen
- Scritto da: Michael Poryes

### Trama
Hannah conosce Mikayla, una nuova cantante, che minaccia di rubarle la scena.
Il papà s'infortuna e Hannah non può andare in Florida, allora decide di andare con Roxy.
Il padre lo scopre e inizialmente s'infuria, ma Jackson fa capire ad entrambi che hanno sbagliato e fanno pace.
Hannah ridurrà alla fine Mikayla pan per focaccia.
- Guest Star: Selena Gomez (Mikayla)

## Un doppio molto misto
- Titolo originale: Everybody Was Best Friend Fighting
- Diretto da: Jody Margolin Hahn
- Scritto da: Sally Lapiduss

### Trama
Oliver si sente un po' trascurato perché Hannah non lo invita mai dietro ai backstage come fa con Lola, così Miley rimedia, e anche Oliver ha una sua doppia vita cioè Mick Rofono III che appare in poche puntate. Hannah dietro il backstage viene invitata a una partita da tennis ma ha solo un posto, quindi deve scegliere fra Lola (Lily) e Mick (Oliver) ma, grazie a Rico, Miley è riuscita ad avere un altro biglietto, intanto Rico fa credere a Jackson di essere buono. Alla fine Jackson è cascato nello scherzo di Rico, e la partita di Hannah Montana, per via di Lola Luftnagle e Mick Rofono III, è un disastro.
- Guest Star: Noah Cyrus (bambina che chiede un tovagliolo a Rico)

## Serata karaoke
- Titolo originale: Song Sung Bad
- Diretto da: Roger S. Christiansen
- Scritto da: Ingrid Escajeda

### Trama
Quando Lilly si accorge di non avere abbastanza soldi per comprare un regalo per il compleanno delle madre, decide di incidere una canzone nello studio di registrazione; Miley, per non farle fare brutta figura, decide di modificare totalmente la voce dell'amica. Lilly decide di partecipare ad una serate di Karaoke organizzata dalla scuola, ma dopo aver scoperto la verità sulla sua voce, decide di parteciparvi con l'aiuto di Miley che canta al posto suo, ma per colpa di un ragno Miley non riesce a cantare e si viene a sapere che la voce di Lily è orrenda, ma alla fine tutto viene sistemato... e anche chi non ha una voce da "urlo" canta con grande entusiasmo! Tutto grazie alla saggezza di Miley.
- Guest Star: Anna Maria Perez de Tagle (Ashley), Shanica Knowles (Amber)

## Arrivano i Jonas Brothers!
- Titolo originale: Me & Mr. Jonas & Mr. Jonas & Mr. Jonas
- Diretto da: Mark Chendrowski
- Scritto da: Michael Poryes, Richard Corell, Barry O'Brien, Douglas Lieblein

### Trama
Miley inizia ad ingelosirsi quando suo padre inizia a scrivere le canzoni per il gruppo dei Jonas Brothers. Dedica talmente tanto tempo al gruppo dei fratelli rockstar che sembra dimenticarsi di sua figlia, ma Miley farà di tutto pur di riprendersi suo padre, fino a travestirsi da maschio insieme a Lily e far credere ai Jonas Brothers che la canzone scritta da suo padre non era stata realmente scritta da lui.
- Guest Star: Nick Jonas, Joe Jonas, Kevin Jonas (loro stessi)

## Chi troppo vuole...
- Titolo originale: Don't Stop Till You Get The Phone
- Diretto da: Rich Correll
- Scritto da: Michael Poryes

### Trama
Miley vuole a tutti i costi comprarsi un nuovissimo telefonino, ma Robbie Ray le dice di no. Decide così di vendere ad un giornale una foto imbarazzante di Hannah, ma dopo aver osservato bene la foto ed aver notato un particolare che può rivelare la sua identità, decide di trovare una foto molto più imbarazzante di "The Rock"...
- Guest Star: Dwayne Johnson (sé stesso)

## La miglior nemica
- Titolo originale: That's What Friends Are For?
- Diretto da:
- Scritto da:

### Trama
Miley, dopo aver rincontrato Jake Ryan, decide insieme a quest'ultimo, di rimanere semplicemente amici. Alla fine, Lily e Miley scoprono che Mikayla, l'acerrima rivale di Miley, bacerà Jake. Alla fine chiudono Mikayla in uno sgabuzzino, e Miley impedisce a Mikayla di farle fare un buon lavoro per il film. Alla fine, Jake scopre tutto dopo una litigata tra Mikayla e Lily. Miley (non Hannah) diventa amica di Mikayla.
- Guest Star: Selena Gomez (Mikayla)

## Amiche... praticamente sorelle
- Titolo originale: Lilly's Mom Has Got It Goin' On
- Diretto da:
- Scritto da:

### Trama
Lilly e Miley decidono di far uscire insieme i propri genitori così da diventare sorelle. Ma la mamma di Lilly ed il papà di Miley litigano a causa del conto del ristorante e così schierandosi con i rispettivi genitori, le amiche litigano sfogandosi poi durante un compito scolastico, riuscendo poi a fare pace e a ritornare amiche.
- Guest Star: Heather Locklear

## Nemiche... amiche
- Titolo originale: I Will Always Loathe
- Diretto da: Roger S. Christiansen
- Scritto da: Michael Poryes

### Trama
Miley vince un Grammy Award che riceverà dalle mani di suo padre, a sua volta vincitore quindici anni prima. Per la serata Miley invita le sue parenti più intime, nonna Stewart e zia Dolly, sperando che possano finalmente fare pace. Le due donne non si sono mai piaciute perché, quando erano giovani, zia Dolly portò via a nonna Stewart il suo fidanzato, niente meno che Elvis Presley. Durante il discorso di ringraziamento, Miley viene messa in imbarazzo dalla due donne che litigano dietro le quinte; tornata a casa, Miley non le vuole più vedere. Intanto, Oliver si occupa del video per sponsorizzare il chiosco di Rico; non essendo capace di stare davanti alla telecamera, Rico contatta un bel ragazzo muscoloso per attirare la clientela femminile.
- Guest Star: Dolly Parton (zia Dolly), Vicki Lawrence (nonna Stewart), Mateo Arias (fratello di Rico), Paul Ramírez (ragazzo muscoloso)
- Canzoni: True Friend (Miley Cyrus, Dolly Parton, Vicki Lawrence)

## Occhio per occhio
- Titolo originale: Bye Bye Ball
- Diretto da:
- Scritto da:

### Trama
Quando Jackson, a causa di una vespa, distrugge l'orsacchiotto preferito di Miley, lei, per ripicca, decide di distruggergli qualcosa; ma quando sta per distruggere la palla da baseball (autografata da un giocatore che si era ritirato a causa di un infortunio) preferita del fratello, cambia idea, perché capisce di non essere il tipo che distrugge le cose degli altri, ma per sbaglio lascia andare la palla che cade nel trita rifiuti. Jackson ripara a Miley il suo orsacchiotto allora, lei è in debito con lui e cerca di riavere la palla autografata. Alla fine, Jackson capisce che la sorella si è impegnata molto per farsi riautografare la palla, e così decide di perdonarla, ma scopre anche che la palla che la sorella gli aveva rotto era in realtà un falso fatto da suo padre, Robby Ray.

## Il sogno di zio Earl
- Titolo originale: We Are So Sorry Uncle Earl
- Diretto da:
- Scritto da:

### Trama
Il chitarrista di Hannah si fa male alla mano a causa di una spinta involontaria di Zio Earl che vuole sostituirlo, dal momento che il suo sogno era quello di diventare una Rockstar. Miley, invece, non vuole perché la sera del concerto ci sarà un critico e lei teme di fare brutta figura, visto che lo zio Earl suona male.

## Un colpo di fulmine
- Titolo originale: The Way We Almost Weren't
- Diretto da:
- Scritto da:

### Trama
Dopo una tournée Lilly invita Miley a tornare a casa poiché ha i biglietti per un importante concerto ma Robby vuole fermarsi in una città per fare il turista ma Jackson e Miley si rifiutano. Miley,a causa di un fulmine, sogna il primo incontro dei suoi genitori, solo che i due non si parlano e Jackson sta per scomparire.

## Festa a sorpresa
- Titolo originale: You Didn't Say It's Your Birthday
- Diretto da:
- Scritto da:

### Trama
Miley e Jackson si dimenticano del compleanno di loro padre. Quando se ne accorgono, tentano di rimediare organizzandogli una festa a sorpresa ma il padre capisce che lo avevano dimenticato comunque...

## La guerra dei diamanti
- Titolo originale: Hannah In The Street With Diamonds
- Diretto da:
- Scritto da:

### Trama
Hannah avrà il suo diamante a Hollywood, ma quando sarà rovinato farà di tutto per riaverlo, anche far fallire un'impresa di pupazzi, che avrebbe occupato il suo precedente posto.
Intanto Robby Ray fa perdere il lavoro a Jackson perché appende Rico sotto al bancone del Rico's bar.

## Anti-Hannah
- Titolo originale: Yet Another Side Of Me
- Diretto da:
- Scritto da:

### Trama
Quando Hannah incontra il suo idolo, questi gli dice che è sempre così famoso per via del suo continuo rinnovamento di look. Hannah decide allora di rinnovare il suo stile, ma alla fine prova un look molto pazzo...
- Guest Star: Tiffany Thornton (Becky)

## Appuntamento a tre
- Titolo originale: The Test Of My Love
- Diretto da:
- Scritto da:

### Trama
Miley incontra un ragazzo in spiaggia che le chiede di uscire. Ma la ragazza non è molto contenta quando Trey si presenta al loro primo appuntamento con i suoi genitori. Ma poi tutto va al meglio.

## La fidanzata di Oliver
- Titolo originale: Joanie B. Goode
- Diretto da:
- Scritto da:

### Trama
Oliver si innamora di Joanie, la nemica per eccellenza di Lilly (già apparsa nell'episodio Un'amicizia... d'acciaio).Lilly e Miley sono sconvolte dalla decisione di Oliver di mettersi insieme a lei, ma alla fine tentano di fare amicizia con lei per Oliver invitandola ad un pigiama-party. Miley non la sopporta soprattutto dopo che Joanie ha insultato Hannah Montana, mentre Lilly la trova simpatica e chiacchierano di interessi comuni, fra cui anche l'hockey. Miley ha paura di perdere i suoi migliori amici per colpa di Joanie.
- Guest Star: Hayley Chase (Joannie Palumbo)

## Bugia diplomatica
- Titolo originale: We're All On This Date Together
- Diretto da:
- Scritto da:

### Trama
Nel corso di una audizione per Donny Osmond, Hannah è disposta a un'offerta speciale chiamato Incontro con Hannah Montana. Johnny Collins vince l'incontro con Hannah, insieme a Rico.
- Guest Star: Corbin Bleu (Johnny Collins), Moisés Arias (Rico)

## Quando il dolce lascia l'amaro in bocca
- Titolo originale:Uptight (Oliver's Alright)- (prima No Sugar, Sugar)
- Diretto da:
- Scritto da:

### Trama
Oliver scopre che ha il diabete ed è per questo che deve restare lontano dai dolci. Miley e Lilly si propongono di aiutarlo. Alla fine Hannah/Miley, Lily/Lola e Oliver/Mike vanno ad una festa di Tracy, ma Hannah e Lola cercano di non far mangiare Oliver perché alla festa c'erano moltissimi dolci. Così Hannah e Lola si ingozzano. Alla fine scoprono che Oliver aveva il diabete di tipo 1, quindi può mangiare dolci, ma della giusta quantità. Intanto Jackson esce con una ragazza che riesce a fargli prendere bei voti, ma quando questa decide di lasciarlo Robby Ray fa di tutto per impedirglielo, ma con scarsi risultati.
- Curiosità: questo episodio apparteneva inizialmente alla seconda serie, la sua proiezione è stata rimandata per l'argomento delicato della malattia diabetica. È possibile comunque notarlo da un particolare della trama: in questo episodio Oliver e Lilly non sono fidanzati (Lilly immagina con Miley che Oliver abbia una cotta per un'insegnante e ciò non la turba affatto) anche se la storia si svolge dopo l'episodio "Oliver ama Lilly?" dove si scopre che i due, appunto, stanno insieme.